# Октябр (Баянаульський район)
Октя́бр (каз. Октябрь) — село у складі Баянаульського району Павлодарської області Казахстану. Входить до складу Аксанського сільського округу.
Населення — 213 осіб (2021; 318 у 2009, 323 у 1999, 499 у 1989).
Національний склад станом на 1989 рік:
- казахи — 100 %